# 河北総合病院
河北総合病院（かわきたそうごうびょういん）は、東京都杉並区にある病院である。河北医療財団の杉並エリアでは、河北総合病院分院、河北サテライトクリニック、河北リハビリテーション病院、河北健診クリニック、河北透析クリニック、介護老人保健施設シーダ・ウォーク、河北ファミリークリニック南阿佐谷、河北訪問看護・リハビリステーション阿佐谷、ケア24阿佐谷・松の木がある。多摩エリアには、アイセーフティネットとして天本病院をはじめ、あいクリニック、あい介護老人保健施設など医療・介護を担っている。社会医療法人河北医療財団の理事長は河北博文。

## 沿革
1928年（昭和3年）5月の開院以来、現在まで東京都杉並区の中核病院である。急性期医療を担う病床数331の河北総合病院を中心に、135床の河北リハビリテーション病院、56床の河北透析クリニック、河北健診クリニックなどが存在し、約2,000名の職員が務める。
1988年（昭和63年）4月に民間病院として日本で3番目に、厚生省から臨床研修病院の指定を受けた。1998年（平成10年）5月に日本の総合病院として初めて、環境マネジメントシステムのISO 14001で認証を取得し2006年3月に更新、12月に財団法人日本医療機能評価機構の認定を取得している。
2016年（平成28年）KES（環境マネジメントシステム）スタンダードステップ2更新登録、環境MGMT委員会「環境人づくり企業大賞2015」環境大臣賞受賞。
2025年（令和7年）7月1日に隣接する敷地に完成した新病棟へ大部分の機能を移転し、稼働開始する。

## 診療科
- 内科
- 糖尿病・内分泌内科
- 腎臓内科
- 循環器内科
- 呼吸器内科
- 消化器内科
- 消化器外科
- 神経精神科
- 神経内科
- リウマチ科
- リハビリテーション科
- 小児科
- 外科
- 呼吸器外科
- 心臓血管外科
- 脳神経外科
- 整形外科
- 耳鼻咽喉科
- 泌尿器科
- 産婦人科
- 眼科
- 皮膚科
- 放射線科
- 麻酔科
- 病理診断科
- 臨床検査科
- 救急科

## 施設認定・医療機関の指定等
- 日本医療機能評価機構認定病院
- 基幹型臨床研修指定病院
- 地域医療支援病院
- 救急告示医療機関（救急病院等を定める省令第２条）
- 東京都指定二次救急医療機関
- ＤＰＣ対象病院
- 東京都ＣＣＵネットワーク加盟
- 東京都脳卒中急性期医療機関
- 東京都がん診療連携協力病院 (大腸がん)
- 指定居宅介護支援事業者
- 指定居宅サービス(訪問看護)
- 訪問リハビリテーション
- 介護予防訪問リハビリテーション
- 東京都神経難病医療ネットワーク協力病院指定
- 東京都医療機器安全性情報ネットワーク事業参画医療機関

## 関連機関等
河北総合病院分院
一般76床
内科、小児科、神経科の外来診療と呼吸器系、腎臓・膠原病系の専門病棟
河北総合病院に隣接
河北サテライトクリニック
整形外科・皮膚科・家庭医療科・内科専門外来の専門クリニック
東京都杉並区阿佐谷北一丁目3番12号 欅ビルディングB館
河北リハビリテーション病院
療養135床
リハビリテーションの専門病院
東京都杉並区堀ノ内一丁目9番27号
介護老人保健施設シーダ・ウォーク
杉並区公募介護老人保健施設
東京都杉並区桃井三丁目4番9号
河北透析クリニック
人工透析の専門施設、日本透析医学会の教育関連施設
河北総合病院に隣接
河北健診クリニック
健診専用施設
東京都杉並区高円寺南四丁目27番12号 三井住友銀行高円寺ビル6・7階
河北家庭医療学センター
家庭医療(医師)、外来看護・訪問看護(看護師)、在宅リハビリテーション(理学療法士・作業療法士)を学問として普及させること
2019年3月移転
コミュニティ広場「暮らしの処方箋」(貸しスペース)を開設
河北ファミリークリニック南阿佐谷
プライマリ・ケアや在宅療養で医療等を提供する
東京都杉並区阿佐谷南一丁目16番
2019年3月開業
内科・小児科
東京都杉並区阿佐谷南一丁目16番
河北訪問看護・リハビリステーション阿佐谷
2019年3月移転
河北医療財団看護専門学校
⇒ 2015年3月閉校。早稲田速記医療福祉専門学校に事業継承し、同校の看護科となった 。
河北総合病院に隣接

## 交通アクセス
公式サイトの交通案内も参照
- JR東日本中央線阿佐ケ谷駅下車、徒歩約5分。
- 東京メトロ丸ノ内線南阿佐ケ谷駅下車、徒歩約15分。